# Mirosław Madzia
Mirosław Madzia (ur. 25 października 1979 r. w Skoczowie) – polski niepełnosprawny lekkoatleta specjalizujący się w pchnięciu kulą i rzucie dyskiem, srebrny i trzykrotnie brązowy medalista mistrzostw Europy. Występuje w klasyfikacji F11.

## Życiorys
Do 13. roku życia widział na jedno oko, lecz później dostał zapalenia tego narządu, przez co całkowicie stracił wzrok.

## Wyniki
| Rok  | Zawody                   | Miejscowość    | Konkurencja          | Wynik | Pozycja     |
| ---- | ------------------------ | -------------- | -------------------- | ----- | ----------- |
| 2011 | Mistrzostwa świata       | Christchurch   | Pchnięcie kulą (F11) | 10,34 | 6. miejsce  |
| 2011 | Mistrzostwa świata       | Christchurch   | Rzut dyskiem (F11)   | 32,39 | 5. miejsce  |
| 2012 | Mistrzostwa Europy       | Stadskanaal    | Pchnięcie kulą (F11) | 11,81 | 3. miejsce  |
| 2012 | Mistrzostwa Europy       | Stadskanaal    | Rzut dyskiem (F11)   | 30,70 | 3. miejsce  |
| 2013 | Mistrzostwa świata       | Lyon           | Pchnięcie kulą (F11) | 9,60  | 10. miejsce |
| 2013 | Mistrzostwa świata       | Lyon           | Rzut dyskiem (F11)   | 34,00 | 6. miejsce  |
| 2014 | Mistrzostwa Europy       | Swansea        | Pchnięcie kulą (F12) | 10,88 | 9. miejsce  |
| 2014 | Mistrzostwa Europy       | Swansea        | Rzut dyskiem (F11)   | 35,79 | 2. miejsce  |
| 2015 | Mistrzostwa świata       | Doha           | Rzut dyskiem (F11)   | 35,12 | 4. miejsce  |
| 2016 | Mistrzostwa Europy       | Grosseto       | Rzut dyskiem (F11)   | 34,63 | 6. miejsce  |
| 2016 | Igrzyska paraolimpijskie | Rio de Janeiro | Rzut dyskiem (F11)   | 32,50 | 7. miejsce  |
| 2017 | Mistrzostwa świata       | Londyn         | Rzut dyskiem (F11)   | 30,55 | 4. miejsce  |
| 2018 | Mistrzostwa Europy       | Berlin         | Pchnięcie kulą (F11) | 10,82 | 3. miejsce  |
| 2018 | Mistrzostwa Europy       | Berlin         | Rzut dyskiem (F11)   | 33,52 | 5. miejsce  |
| 2019 | Mistrzostwa świata       | Dubaj          | Pchnięcie kulą (F11) | 11,09 | 10. miejsce |
| 2019 | Mistrzostwa świata       | Dubaj          | Rzut dyskiem (F11)   | 34,27 | 7. miejsce  |